# 三乙胺
三乙胺（分子式：N(CH2CH3)3）是一种胺类有机化合物。在有机化学中通常作为碱来使用。

## 性质
三乙胺是无色至淡黄色的透明液体，有刺激的腥味，味道极苦，在空气中微发烟。微溶于水，能溶于乙醇、乙醚。水溶液呈碱性。易燃，其蒸气能与空气形成爆炸性混合物。具强刺激性。

## 制取
可由乙醇与氨在氢气存在下，于装有铜-镍-白土催化剂的反应器中在加热条件下（190±2℃和165±2℃）反应而得。反应也会产生一乙胺和二乙胺，产物经冷凝后，再经乙醇喷淋吸收得三乙胺粗品，最后经分离、脱水和分馏，得三乙胺纯品。

## 用途
主要用作有机合成中的碱、催化剂、溶剂和原料，也用作高能燃料、橡胶硫化促进剂、四氟乙烯的阻聚剂、表面活性剂、润湿剂、防腐剂及杀菌剂。
三乙胺是在室温下为液体的最简单的均三取代叔胺，因此在有机合成中被广泛用作溶剂和碱使用，一般缩写为 Et3N、NEt3 或 TEA。它是有机合成中最常用的有机碱之一，沸点89摄氏度左右，比较容易通过蒸馏除去。其盐酸盐和氢溴酸盐在乙醚等有机溶剂中的溶解度也不是很高，因此有时可直接通过过滤分离。更简单的三甲胺在通常条件下则为无色气体，必须加压在储气罐中储存或以40％水溶液的形式储存，不如三乙胺容易使用。
三乙胺可用作Swern氧化反应、脱卤化氢反应等消除反应、Heck反应、硅烯醇醚的制取反应、由酰氯制取酯和酰胺的反应中，以及给羟基、羧基和氨基上保护基时的碱性催化剂。它与盐酸反应可以得到三乙胺盐酸盐，与烷基化试剂反应可得相应的季铵盐。三乙胺与不饱和酰氯/酸酐会产生水溶性、具有生物毒性的共轭复合物，特别是生物材料的合成，此反应会对后续的细胞实验产生显著影响。最近被报道这种复合物会对由不饱和酰氯/酸酐与高分子端羟基缩合得到的可交联聚酯产生染色效应。无机弱碱如碳酸钾被建议用来取代三乙胺在此类反应的催化剂作用，这种方法同时可以简化产物的纯化步骤。